# Chauchat
Chauchat (phát âm tiếng Pháp: [ʃoʃa]) là khẩu súng máy hạng nhẹ tiêu chuẩn của Quân đội Pháp trong Chiến tranh thế giới thứ nhất (1914–18).

## Tham chiến
Nó được thấy trong thế chiến 1 cho đến chiến tranh Ả Rập -Israel 1948

## Các nước sử dụng

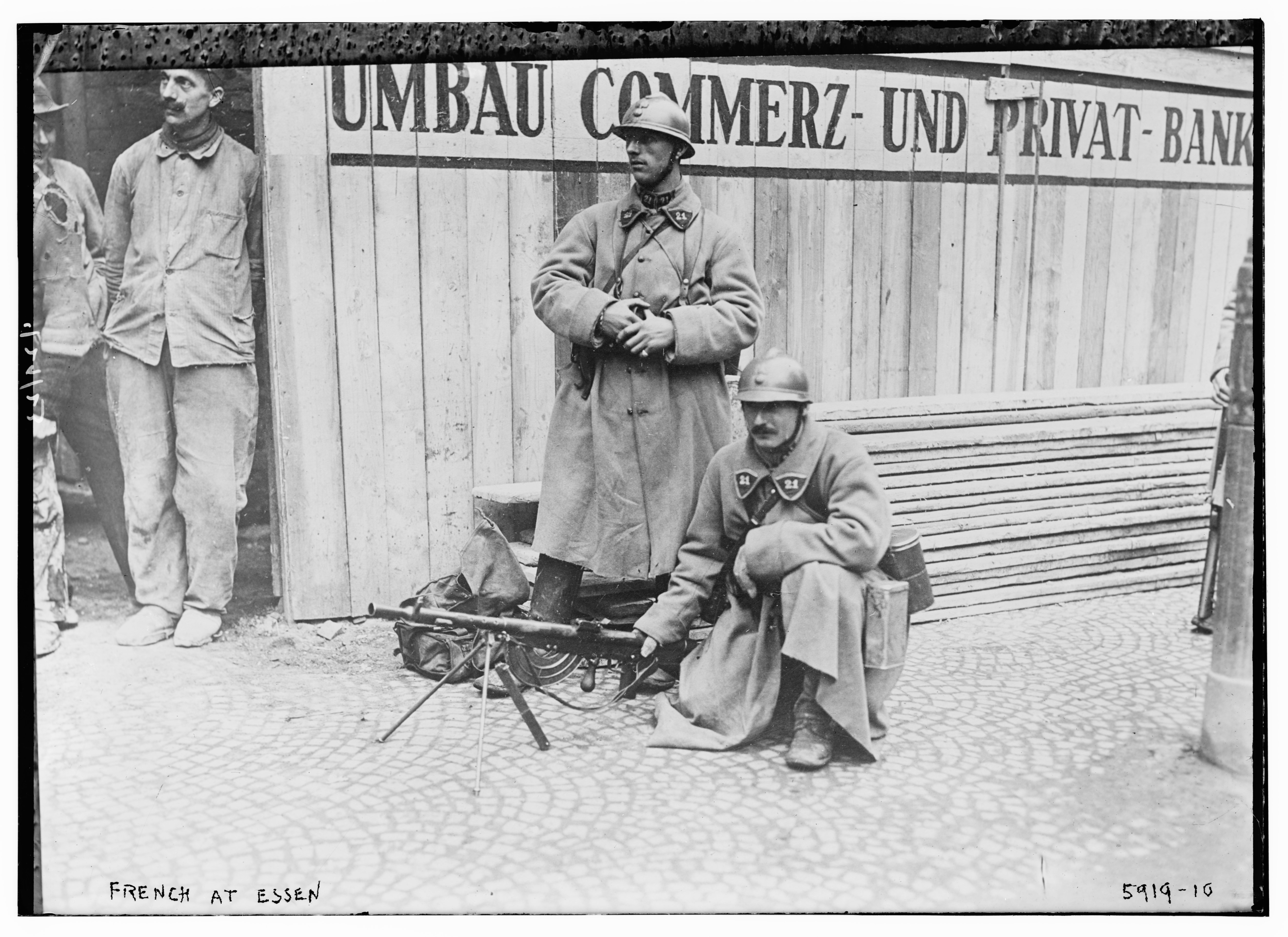
Kỵ binh Pháp với súng máy Chauchat trong thời gian chiếm đóng Ruhr, 1923.

- Bỉ: 6.935 khẩu (khoảng một nửa trong số đó được chuyển đổi sử dụng cỡ đạn Mauser 7.65×53mm).[1]
- Vương quốc Bulgaria: Các khẩu chiến lợi phẩm sử dụng bởi cảnh sát.[2]
- Trung Hoa Dân Quốc: Khoảng 100 bản sao của khẩu Chauchat được sản xuất bởi Jinglin Arsenal và được sử dụng trong Chiến tranh Trung–Nhật.[3]
- Tiệp Khắc: Lính lê dương Tiệp Khắc mang về 130 khẩu Chauchat từ Liên Xô vào năm 1920.[4]
- Phần Lan[5]
- Pháp: hơn 100.000 khẩu được sử dụng để phục vụ tại tiền tuyến ở cấp tiểu đội bộ binh từ tháng 4 năm 1916 đến tháng 11 năm 1918.
- Đức Quốc Xã[6]
- Vương quốc Hy Lạp: Được giao Pháp chuyển giao tới từ năm 1917 và 3.950 khẩu nhận từ Ba Lan[7].
- Hungary[8]
- Latvia: 546 khẩu được sử dụng bởi Quân đội Latvia (tính tới tháng 4 năm 1936)[9].
- Ý:[10] 1.729 khẩu[cần dẫn nguồn]
- Mexico[10]
- Vương quốc Romania:[10][11] 4.495 khẩu[12].
- Đế quốc Nga:[10] 6.100 khẩu[13].
- Xô Viết: một số đơn vị Hồng quân sử dụng súng Chauchat trong Nội chiến Nga[14].
- Vương quốc Serbia: 3.838 khẩu[cần dẫn nguồn].
- Đệ nhị Cộng hòa Ba Lan: ít nhất 100.000 khẩu, nhiều trong số đó được chuyển đổi thành Mauser 7.92×57mm.[7]
- Tây Ban Nha thời Franco: Thu giữ từ phe Cộng hòa hoặc bị chặn lại khi vận chuyển.
- Cộng hòa Tây Ban Nha[15]
- Syria: được sử dụng trong cuộc Chiến tranh Ả Rập-Israel 1948.[16]
- Turkish National Movement: Sử dụng những khẩu thu được từ chiến lợi phẩm.[17]
- Hoa Kỳ (1917–1918): 15.918 khẩu dùng đạn 8mm Lebel cộng thêm 19.241 khẩu dùng đạn 30-06.[18] Các phiên bản sau (dùng đạn .30-06), không đáp ứng được nhu cầu và không được triển khai số lượng lớn.

## Xem thêm

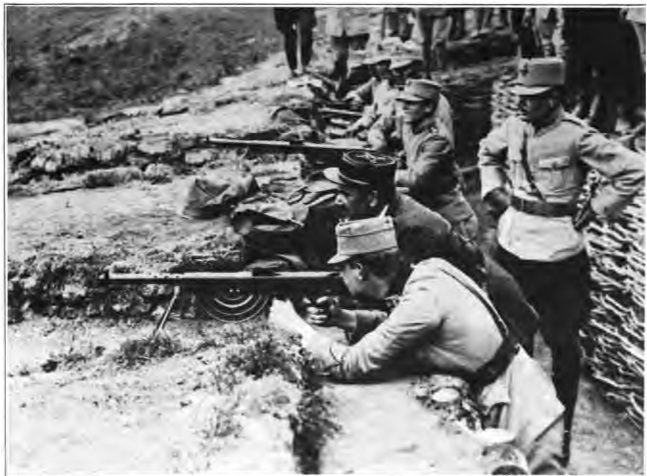
Thái tử Carol của Romania dùng thử một khẩu Chauchat